# Jean-Baptiste Ntidendereza
Jean-Baptiste Ntidendereza (Irabiro, 31 de mayo de 1926 - Guitega, 15 de enero de 1963) fue un político burundés, figura destacada durante la época de la Independencia. Cofundador del Partido Demócrata Cristiano, se desempeñó como Ministro del Interior de Burundi en 1961.

## Primeros años
Nació el 13 de mayo de 1926 en Irabiro (Provincia de Ngozi), en la entonces colonia belga de Ruanda-Urundi. Étnicamente, era Ganwa del clan Batare (Perteneciente a la nobleza burundesa) y era hijo de Pierre Baranyanka,un jefe supremo con estrechas relaciones con la administración colonial belga.Fue educado en el Groupe Scolaire d'Astrida,adelantando estudios en agricultura y administración.

## Carrera
Después de completar sus estudios, fue nombrado jefe de Mutabo en 1943 y al año siguiente pasó a ser jefe de Bwambarangwe, posición que ocupó hasta 1960. En 1950 acompañó al rey Mwambutsa IV en su primer viaje a Europa.
En 1954 fue nombrado miembro del Consejo Supremo de Tierras (en francés: Conseil Supérieur du Pays; CSP), un órgano consultivo presidido por el rey con cierta responsabilidad sobre los asuntos presupuestarios y administrativos.Posteriormente, el CSP desapareció y fue reemplazado el 22 de febrero de 1960 por la Comisión Provisional, donde conservó su puesto, un organismo diseñado para resolver los problemas inmediatos del país antes de que se celebraran las elecciones nacionales.
El 5 de febrero de 1960, cofundó el Partido Demócrata Cristiano (PDC) con su hermano Joseph Biroli, quien asumió la presidencia del partido. El principal rival del PDC era la Unión para el Progreso Nacional (UPRONA), partido que había abandonado, y estaba liderado por el príncipe Louis Rwagasore, un Ganwa del clan Bezi.El PDC ignoró los llamados a una independencia inmediata y centró su programa de gobierno en cuestiones socioeconómicas. El bipartidismo se volvió violento por cuanto la rivalidad entre el PDC y la UPRONA se vio impulsada por los conflictos intranobiliarios, ya que los linajes Bezi y Batare, que habían luchado durante mucho tiempo por el control del país, respaldaron a la UPRONA y al PDC respectivamente.  Uno de sus hermanos, Charles Baranyanka, en cambio, se unió a la UPRONA y se convirtió en diplomático.
La administración colonial belga brindó ayuda al PDC, en particular, por iniciativa del residente (gobernador) adjunto Pierre DeFay. Con Rwagasore bajo arresto domiciliario, el PDC tuvo el camino libre para imponerse en las elecciones locales de noviembre de 1960, donde ganó 942 de 2.876 cargos locales.La relación entre Ntidendereza y DeFay se deterioró más tarde, cuando Ntidendereza buscó aflojar sus conexiones con la administración y actuar independientemente de sus deseos.En mayo de 1961, reemplazó a Biroli como presidente del PDC. La administración colonial creó un gobierno interino encabezado por el primer ministro Joseph Cimpaye de la Unión de Partidos Populares, basándose en los resultados de las elecciones comunales, que lideraría el país hasta las primeras elecciones legislativas nacionales. El 6 de julio se modificó el gobierno y Ntidendereza fue nombrado Ministro del Interior. 
Para las elecciones generales de 1961, la UPRONA concentró toda su campaña electoral en Rwagasore, utilizando su carisma para conseguir un apoyo sustancial. Gracias a los resultados de las elecciones de noviembre de 1960, el PDC asumió una victoria sencilla y comenzó tarde su campaña electoral, a la vez que formó una coalición con otros partidos llamada Frente Común.En las elecciones del 18 de septiembre de 1961 el PDC sufrió una dura derrota, solo obteniendo dos escaños (El Frente Común obtuvo seis en total), mientras que la UPRONA se quedó con los restantes 58 escaños. Como consecuencia, Rwagasore asumió como primer ministro.

## Condena y ejecución
El 13 de octubre de 1961,solo un par de semanas después de asumir, Rwagasore fue asesinado en Usumbura. Tres días después, la policía arrestó al asesino, el griego Ioannis Kageorgis y a tres cómplices burundeses: Antoine Nahimana, Henri Ntakiyica y Jean-Baptiste Ntakiyica, todos miembros del PDC. El grupo pronto admitió su responsabilidad e incriminó a otras personas en el complot: Michel Iatrou, Ntidendereza y Biroli. Aunque inicialmente Ntidendereza se implicó en la conspiración, luego se retractó de su testimonio.
El 30 de junio de 1962, un día antes de la independencia de Burundi, Kageorgis fue ejecutado. Tras la independencia, la recién establecida Corte Suprema asumió competencia retroactica y el 27 de octubre dictaminó que los juicios anteriores habían violado el derecho a un juicio por parte de un jurado establecido por la nueva constitución y ordenó un nuevo juicio. El 27 de noviembre, el tribunal inferior declaró culpables a Ntidendereza, Biroli, Nahimana, Iatrou y Ntakiyica y los condenó a muerte. La apelación final de los acusados ante la Corte Suprema fue denegada, al igual que los intentos del gobierno belga de convencer al rey de que ofrecieran clemencia, y el 15 de enero de 1963 los cinco fueron ahorcados públicamente en el estadio de Guitega ante miles de personas.  Con la derrota del PDC en las elecciones legislativas y la ejecución de Ntidendereza y Biroli, el partido dejó de ser una fuerza política viable. Ntidendereza y su hermano fueron enterrados en el cementerio Mushasha de Guitega.